# ロビン・オーモー＝サントス
ロビン・オーモー（Robyn Ah Mow、女性、1975年9月15日）は、アメリカ合衆国の元バレーボール選手、現指導者。現役時代のポジションはセッター。元アメリカ代表。現役時代はロビン・オーモー＝サントス（Robyn Ah Mow-Santos）として知られる。

## 来歴
1999年、アメリカ代表に初選出される。同年にメキシコで開催された北中米選手権で代表デビューし、同年11月のワールドカップ、2000年のシドニー五輪では正セッターとしてチームを牽引した。
2001年、ワールドグランプリで金メダルを獲得し、自身もベストセッター賞を受賞した。2003年のワールドカップ、2004年のアテネ五輪に出場した。
2005年から代表チームの主将を務め、グラチャンで銀メダルを獲得した。2007年のワールドカップでは銅メダル、北京オリンピックで銀メダルを獲得した。
2008-09シーズンをもって現役を引退した。
2011年からハワイ大学マノア校の女子バレーボールチームであるハワイレインボーワヒネのコーチを務め、2017年からは監督を務めている。

## 人物
- 元アマチュア選手で現在は軍人のニオベル・ラファエル・サントスとの間に息子が2人、娘が1人誕生しているが、2019年に離婚している。

## 球歴
- オリンピック - 2000年（4位）、2004年（5位）、2008年（2位）
- 世界選手権 - 2006年（9位）
- ワールドカップ - 1999年（9位）、2003年（3位）、2007年（3位）
- グラチャン - 2001年（5位）、2005年（2位）
- 北中米選手権 - 1999年（2位）、2001年（優勝）、2003年（優勝）、2005年（優勝）、2007年（2位）
- ワールドグランプリ - 2000年（6位）、2001年（優勝）、2003年（3位）、2004年（3位）、2005年（8位）、2006年（7位）、2007年（8位）、2008年（4位）

## 受賞歴
- 2001年 ワールドグランプリ　ベストセッター賞
- 2001年 北中米選手権  ベストセッター賞
- 2003年 北中米選手権  ベストセッター賞
- 2006年 パンアメリカンカップ　ベストセッター賞

## 所属クラブ
- USA National Team（1997-2000年）
- Castêlo da Maia Ginásio Clube（2000-2001年）
- ヴィチェンツァ・バレー（2001-2002年）
- USA National Team（2003-2005年）
- VBCチューリッヒ（2005-2009年）